# Zahrada

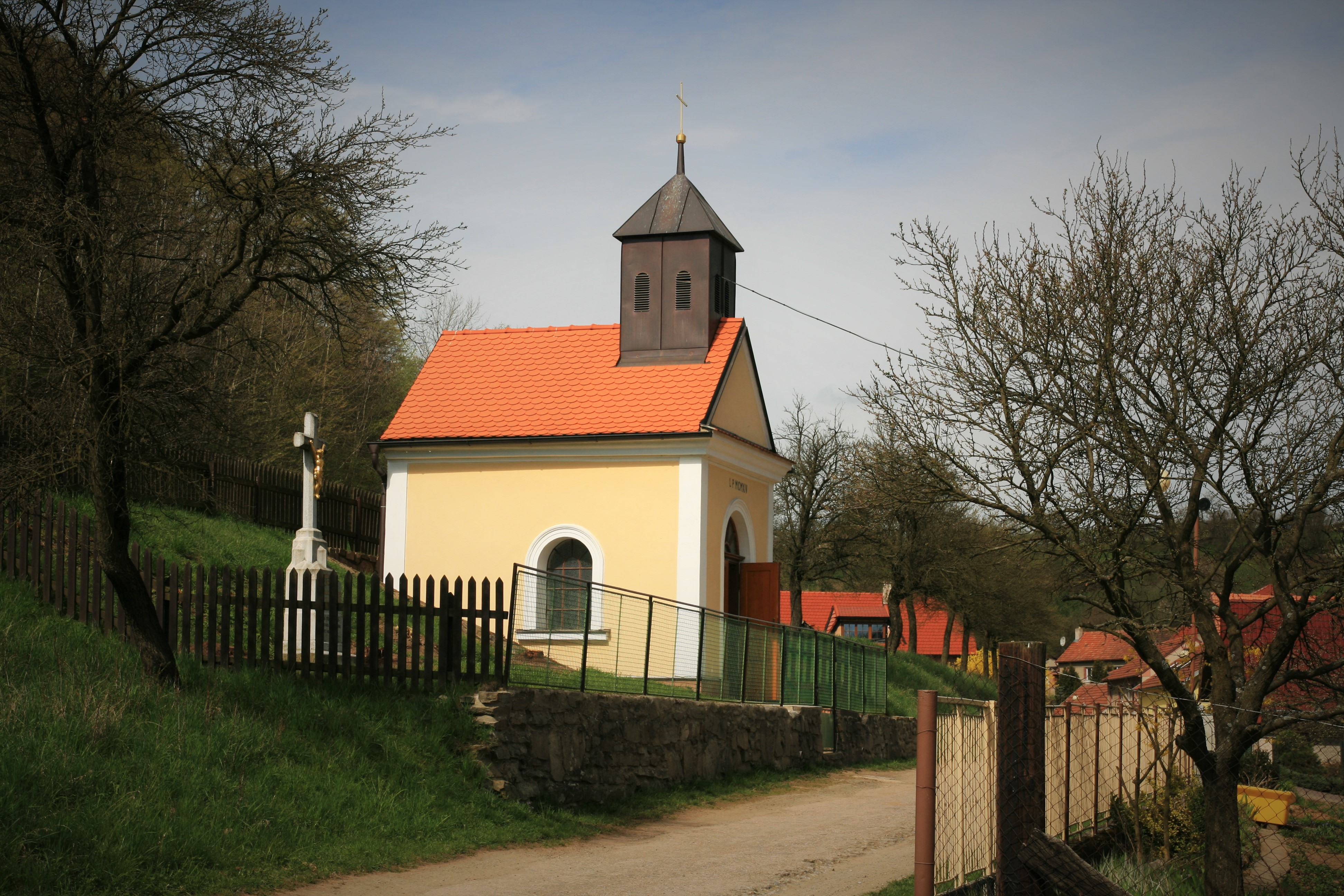
Zahrada (2016)

Zahrada (deutsch Sachrada) ist ein Ortsteil der Gemeinde Kaly in Tschechien. Er liegt sechs Kilometer nordwestlich von Tišnov und gehört zum Okres Brno-venkov.

## Geographie
Zahrada befindet sich am Rande der Boskowitzer Furche auf einem Höhenzug zwischen den Tälern der Svratka und Loučka in der Quellmulde des Baches Kalský potok. Nördlich erhebt sich der Babylon (505 m) und südöstlich der Křivoš (464 m).
Nachbarorte sind Borač und Vrby im Norden, Veselí, Brusná und Řepka im Nordosten, Nové Štěpánovice und Štěpánovice im Osten, Předklášteří im Südosten, Střemchoví und Dolní Loučky im Süden, Horní Loučky im Südwesten, Vrbka im Westen sowie Kaly im Nordwesten.

## Geschichte
Die erste schriftliche Erwähnung des Dorfes Zahradka erfolgte im Jahre 1483. Seit 1846 wurde der Ort auch als Záhrada bezeichnet.
Nach der Aufhebung der Patrimonialherrschaften bildete Záhrada ab 1850 einen Ortsteil der Gemeinde Štěpánovice im Brünner Bezirk und Gerichtsbezirk Tischnowitz. Seit 1896 gehörte das Dorf zum neu gebildeten Bezirk Tischnowitz.
Im Jahre 1948 wurde Zahrada nach Kaly umgemeindet. Nach der Auflösung des Okres Tišnov kam Zahrada mit Beginn des Jahres 1961 zum Okres Žďár nad Sázavou. 1991 hatte der Ort 118 Einwohner. Im Jahre 2001 bestand das Dorf aus 36 Wohnhäusern, in denen 100 Menschen lebten.
Seit Beginn des Jahres 2005 gehört das Dorf zum Okres Brno-venkov.

## Sehenswürdigkeiten
- Kapelle der hl. Maria Magdalena, erbaut 1915. 1990 wurde die Kapelle renoviert
- Marmorkreuz, errichtet 1887
- Aussichtsturm auf dem Babylon
- Aussichtsturm auf dem Křivoš